# Robert Van de Walle
Robert Van de Walle (ur. 20 maja 1954 w Ostendzie) – belgijski judoka. Dwukrotny medalista olimpijski.
Walczył w kategorii półciężkiej (do 95 kg). Brał udział, jako pierwszy judoka, w pięciu igrzyskach (IO 76, IO 80, IO 84, IO 88, IO 92), na dwóch zdobywał medale. Największy sukces odniósł na igrzyskach w 1980, zwyciężając w wadze do 95 kg. Osiem lat później sięgnął po brąz. Był srebrnym (waga półciężka: 1979, 1981) i brązowym (waga półciężka: 1983, 1985, 1989, waga open: 1981, 1983) medalistą mistrzostw świata. W 1980, 1985 i 1986 zwyciężał w mistrzostwach Europy.